# Octobre 1877

## Événements
- 14 et 28 octobre, France : élections législatives. Majorité républicaine à la Chambre des députés. Mac-Mahon doit reconnaître les limites des pouvoirs du président et accepter un gouvernement de centre gauche dirigé par Jules Dufaure.

## Naissances
- 1er octobre : Djelal ed-Din Korkmasov, homme d'État du Daghestan.
- 5 octobre : Annie Pétain, de son vrai nom Alphonsine Eugénie Berthe Hardon, née à Courquetaine (Seine-et-Marne), épouse de Philippe Pétain.
- 19 octobre :
  - Coran d'Ys (mort en 1954), peintre français
  - Eline Biarga (morte le 2 mars 1947), artiste lyrique (soprano) suisse
  - Joanni Perronet (mort le 1er avril 1950), escrimeur français
- 25 octobre : Maurice Lacoin, ingénieur, industriel et homme d'affaires français († 13 mai 1963).

## Décès
- 12 octobre : Prosper Barbot, peintre français (° 21 mai 1798).
- 13 octobre : Charles Malankiewicz, artiste peintre polonais (° 12 mars 1802).
- 19 octobre :
  - Albert Morice (né le 28 mai 1848), médecin, naturaliste, anthropologue et explorateur français
  - John Winthrop Chanler (né le 14 septembre 1826), politicien américain
- 25 octobre : Auguste Borget, peintre français (° 25 août 1808).
- 29 octobre : Kaspar Braun, peintre, dessinateur, illustrateur, graveur sur bois, et éditeur allemand (° 13 août 1807).